# Državna cesta D47
D47 je državna cesta u Hrvatskoj. Ukupna duljina iznosi 94,5 km.